# توبا تاشتشي
توبا تاشتشي (بالتركية: Tuğba Taşçı)‏ مواليد 19 أغسطس 1984 في الفاتح، تركيا، هي لاعبة كرة سلة تركية. بدأت مسيرتها الاحترافية في سنة 2000. تلعب في الدوري التركي لكرة السلة للسيدات. يبلغ طولها 5 قدم 10 بوصة (1.8 م).

## المسيرة الاحترافية
لعبت مع نادي غلطة سراي لكرة السلة للسيدات من سنة 2000 إلى 2005، ثم لعبت مع ميغروس في موسم 2006-2007، ثم لعبت مع نادي بشكتاش لكرة السلة للسيدات من سنة 2008 إلى 2012.

## روابط خارجية
- توبا تاشتشي على موقع الاتحاد الدولي لكرة السلة (الإنجليزية)
- توبا تاشتشي على موقع كرة السلة الأوروبية.كوم (الإنجليزية)
- توبا تاشتشي على موقع بروبوليرز (الإنجليزية)